# Marco Emilio Bárbula
Marco Emilio Bárbula (en latín, Marcus Aemilius L. f. Q. n. Barbula) hijo del consular Lucio Emilio Bárbula, fue cónsul en 230 a. C., y llevó, junto a su colega Marco Junio Pera, la conducción de la guerra contra los ligures.
Zonaras señala que, cuando los cartagineses oyeron hablar de la guerra de Liguria, decidieron marchar contra Roma, pero que renunciaron a su plan cuando los cónsules entraron en su país, y recibieron a los romanos como amigos. Esto es evidentemente un error y debe, con toda probabilidad, referirse a los galos, que, como sabemos por Polibio, estaban en un estado de gran agitación en esta época debido a la lex Flaminia, que se había aprobado cerca de dos años antes, en 232 a. C., la cual permitía la división de la tierra picentina.